# James W Quiggle
James William Quiggle (né le 20 janvier 1820 à Wayne, Clinton, Pennsylvanie, États-Unis, mort le 28 novembre 1878 dans le comté de Clinton) est un avocat, un diplomate et un homme politique américain.

## Famille
James est le fils de John Quiggle et Rebecca. Le 2 juillet 1848, il épouse Cordelia Mayer (18 août 1828 † 1878), la sœur de l'honorable juge Jacob Mayer. Il en aura trois enfants, Harry (1850), James C. (1851 † ? ) et Blanche Quiggle (1853 † 1928), qui épouse le 22 avril 1874, Henry Francis Shoemaker.

## Biographie
Il étudie le droit à Jersey Shore et est admis au barreau en 1841. Il est sénateur de l'État en 1852 et plus tard consul à Anvers des États-Unis. Alors que la guerre de Sécession sévit, sans consultation ou autorisation préalable du département d'État ou de la Maison Blanche, il écrit une lettre au général Garibaldi indiquant que, s'il se rendait aux États-Unis pour servir sa cause, il y aurait « des milliers d'Italiens et de Hongrois qui se précipiteraient dans vos rangs, et des milliers et des dizaines de milliers de personnes qui connaîtraient la gloire d'être sous les ordres du Washington de l'Italie,. ». Après de nombreuses négociations, Garibaldi reste en Italie.
James W. Quiggle est procureur général adjoint du comté de Clinton et franc-maçon.